# 327943 Xavierbarcons
327943 Xavierbarcons è un asteroide della fascia principale. Scoperto nel 2007, presenta un'orbita caratterizzata da un semiasse maggiore pari a 2,7596448 UA e da un'eccentricità di 0,0479887, inclinata di 10,95794° rispetto all'eclittica.